# Thierry Mercier (curling)
 (juillet 2020).
Si vous disposez d'ouvrages ou d'articles de référence ou si vous connaissez des sites web de qualité traitant du thème abordé ici, merci de compléter l'article en donnant les références utiles à sa vérifiabilité et en les liant à la section « Notes et références ».
Pour les articles homonymes, voir Thierry Mercier.
Thierry Mercier, né le 1er mai 1967, est un joueur devenu entraîneur français de curling.
Depuis sa fin de carrière de curleur, il entraîne principalement les différentes équipes de France.

## Biographie
Lors de sa longue carrière de joueur, Thierry Mercier s'est distingué par d'excellentes performances. Sa carrière de joueur français débute dès les juniors aux championnats du monde en 1983, 1984, 1986 et 1988. Malgré plusieurs apparitions aux championnats du monde (1986, 1988, 1989, 1991, 1992, 2000) et championnats d'Europe (1984, 1985, 1987, 1990, 1991, 1993, 1994, 1999, 2001, 2004), il n'a pas réussi à remporter de médailles. Il participe de nouveau au championnat d'Europe C en 2017 et remporte la médaille d'argent avec son équipe.
En plus de ses différentes apparitions, Thierry Mercier a participé quatre fois aux championnats du monde junior (1983, 1984, 1986, 1988) ainsi qu'une participation au championnat d'Europe mixte (2007). En clôture de sa carrière de joueur il participe au championnat du monde mixte et championnat du monde double mixte (2015).
Il fait sa seule participation aux jeux olympiques à Albertville en 1992.
Multiplement titré lors de sa carrière nationale, il remporte les championnats de France de Curling en 1985, 1987, 1991, 1993, 1999, 2001, 2004, 2007, 2017, 2018, et 2023. Ainsi que champion de France double mixte en 2005 et vainqueur du challenge national mixte en 2015. Il termine également troisième lors des championnats de France Elite (championnat de France de tirs à la cible) à Dunkerque.
En parallèle, il poursuit sa carrière en tant qu'entraîneur, d'abord pour l'Espagne, puis pour la France. Il est officiellement nommé comme encadrant national par la FFSG, pour l'ensemble des équipes de France de curling depuis 2015.
Il est également consultant et commentateur sportif pour le curling sur la chaîne Eurosport.

## Palmarès

### En tant que joueur[3]

#### Jeux olympiques
- 6e aux jeux olympiques d'hiver de 1992 à Albertville. ( France)

#### Championnats du monde
- 7e en 1986 à Toronto. ( Canada)
- 7e en 1988 à Lausanne. ( Suisse)
- 9e en 1989 à Milwaukee. ( États-Unis)
- 9e en 1991 à Winnipeg. ( Canada)
- 10e en 1992 à Garmisch-Partenkirchen. ( Allemagne)
- 9e en 2000 à Glasgow. ( Écosse)

#### Championnats du monde mixte
- 15e  en 2015 à Sotchi. ( Russie)

#### Championnats du monde double mixte
- 21e  en 2015 à Berne. ( Suisse)

#### Championnats du monde junior
- 9e en 1983 à Medicine Hat. ( Canada)
- 8e en 1984 à Cornwall. ( Canada)
- 9e en 1986 à Dartmouth. ( Canada)
- 9e en 1988 à Füssen. ( Allemagne)

#### Championnats d'Europe
- 11e en 1984 à Morzine. ( France)
- 11e en 1985 à Grindelwald. ( Suisse)
- 12e en 1987 à Oberstdorf. ( Allemagne)
- 6e en 1990 à Lillehammer. ( Norvège)
- 5e en 1991 à Chamonix. ( France)
- 6e en 1993 à Leukerbad. ( Suisse)
- 13e en 1994 à Sundsvall. ( Suède)
- 7e en 1999 à Chamonix. ( France)
- 7e en 2001 à Vierumäki. ( Finlande)
- 10e en 2004 à Sofia. ( Bulgarie)

#### Championnats d'Europe mixte
- 18e en 2007 à Madrid. ( Espagne)

#### Championnats de France
- en 1985,1987 ,1991,1993,1999, 2001, 2004 , 2007 , 2017

### En tant qu'entraîneur
| Années | Compétitions                                         | Équipes nationales             | Classements       |
| ------ | ---------------------------------------------------- | ------------------------------ | ----------------- |
| 1992   | Championnats du monde de curling junior              | France (juniors garçons)       | 2 ème             |
| 1992   | Championnats d'Europe de curling                     | France (hommes)                | 5e                |
| 1993   | Championnats du monde de curling junior              | France (juniors féminines)     | 8e                |
| 1993   | Championnats du monde de curling hommes              | France (hommes)                | 10e               |
| 2000   | Championnats du monde de curling junior              | France (juniors féminines)     | 10e               |
| 2001   | Championnats du monde de curling junior B            | France (juniors féminines)     | 5e                |
| 2002   | Championnats d'Europe de curling                     | Espagne (hommes)               | 18e               |
| 2002   | Championnats d'Europe de curling                     | Espagne (femmes)               | 18e               |
| 2003   | Championnats d'Europe de curling                     | Espagne (hommes)               | 19e               |
| 2017   | Championnats du monde de curling junior B            | France (juniors hommes)        | 11e               |
| 2017   | Championnats d'Europe de curling                     | France (hommes)                | 17e               |
| 2018   | Championnats du monde de curling junior B            | France (juniors hommes)        | 13e               |
| 2018   | Championnats d'Europe de curling                     | France (hommes)                | 26e               |
| 2019   | Championnats du monde de curling junior B (janvier)  | France (juniors hommes)        | 5e                |
| 2019   | Championnats d'Europe de curling C                   | France (femmes)                | 6e                |
| 2019   | Championnats d'Europe de curling                     | France (hommes)                | 20e               |
| 2019   | Championnats du monde de curling junior B (décembre) | France (juniors hommes)        | 4e                |
| 2020   | Jeux olympiques de la jeunesse d'hiver de 2020       | France (mixte)                 | 23e               |
| 2020   | Jeux olympiques de la jeunesse d'hiver de 2020       | France / Russie (double mixte) | Médaille d'argent |